# Smerte og ære
Smerte og ære er en spansk dramafilm fra 2019 instrueret af Pedro Almodóvar. 

## Medvirkende
- Antonio Banderas som Salvador Mallo
- Asier Etxeandia som Alberto Crespo
- Leonardo Sbaraglia som Federico Delgado
- Nora Navas som Mercedes
- Julieta Serrano som Jacinta
- César Vicente som Eduardo